# Aston Martin DB2/4
La DB2/4 è una autovettura berlina a 2 volumi prodotta dalla Aston Martin dal 1953 al 1957 in 761 esemplari e due serie, chiamate Mark I e Mark II.

## Il contesto
Della DB2/4 furono commercializzate due serie. La prima, presentata al salone dell'automobile di Londra e prodotta dal 1953 al 1955, fu denominata Mark I, mentre la seconda, costruita dal 1955 al 1957, è conosciuta come Mark II.

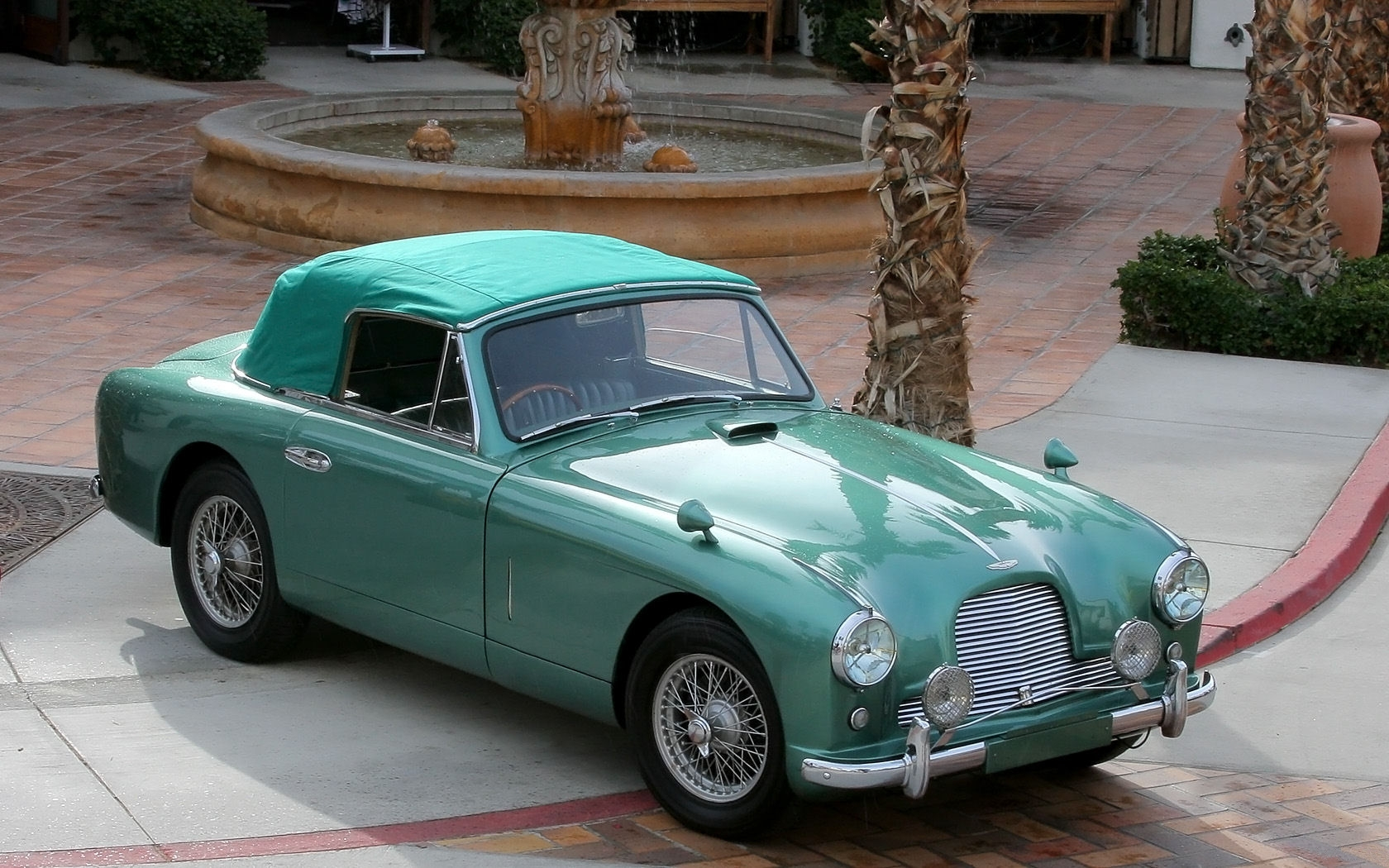
Mark I versione cabriolet

La DB2/4 sostituì, e fu basata, sulla DB2. Fu disponibile in versione cabriolet e berlinetta 2+2 con portellone posteriore. I cambiamenti, rispetto alla vettura antenata, furono l'installazione di un parabrezza avvolgente, dei paraurti più larghi ed il riposizionamento dei fanali posteriori. Un numero limitato di esemplari furono carrozzati in versione spider, berlinetta e cabriolet da Bertone per la prima serie e da Touring per la seconda, a seguito della richiesta di clienti privati.
Un esemplare del 1953 venne modificato dal carrozziere Allemano che lo trasformò in una coupé. Il motore venne anche sostituito con un modello 3.0 dotato di tre carburatori Weber. Un ulteriore modello venne realizzato dalla Ghia, il quale assunse il nome di Supersonic Coupé.
Nel 1955 tre esemplari del modello vennero preparati per il Rally di Monte Carlo e due per la Mille Miglia, ma la Aston Martin concentrò principalmente gli sforzi e le risorse su un'altra vettura da competizione, la DB3.

## Caratteristiche tecniche e prestazioni
Il motore installato sul modello era il sei cilindri in linea Lagonda progettato da Walter Owen Bentley ed utilizzato sulla versione Vantage della DB2. Aveva la distribuzione formata da un doppio albero a camme in testa ed era disponibile in due cilindrate, 2,6 L e 2,9 L. Il primo aveva la sigla identificativa VB6E, possedeva una cilindrata di 2.580 cm³ ed erogava 125 CV di potenza. Il secondo invece aveva la sigla identificativa VB6/J e venne offerto in seguito, più precisamente nel settembre del 1953 sulla versione berlinetta e nell'aprile del 1954 sulla cabriolet; la cilindrata era di 2.922 cm³ ed erogava una potenza di 140 CV, che permetteva al veicolo di raggiungere i 193 km/h di velocità massima. Il motore era montato anteriormente mentre la trazione era posteriore.
Un esemplare della DB2/4 fu provata dal periodico britannico The Motor nel 1954; la vettura raggiunse la velocità massima di 190,7 km/h ed accelerò da 0 a 97 km/h in 10,5 secondi. Il consumo di carburante fu di 12,3 L ogni 100 km. Il modello utilizzato nel test costava 2.621 sterline.

## La DB2/4 nel cinema
Un esemplare versione cabriolet è apparsa nel film Gli uccelli di Alfred Hitchcock. Questo esemplare, che fu poi comprato da un acquirente di Los Angeles a metà degli anni sessanta, possedeva una trasmissione automatica ed un motore da 5.360 cm³ di cilindrata, di origine Corvette. Quest'ultimo fu montato per la sua migliore resa su strada, e l'esemplare in questione venne successivamente restaurato completamente. Non fu toccato il telaio, che rimase danneggiato in seguito al suo utilizzo sul set del film costituendo un motivo di interesse storico per questa vettura. Comunque, dopo due anni venne rilevata da un acquirente successivo.

## La DB2/4 Mark II

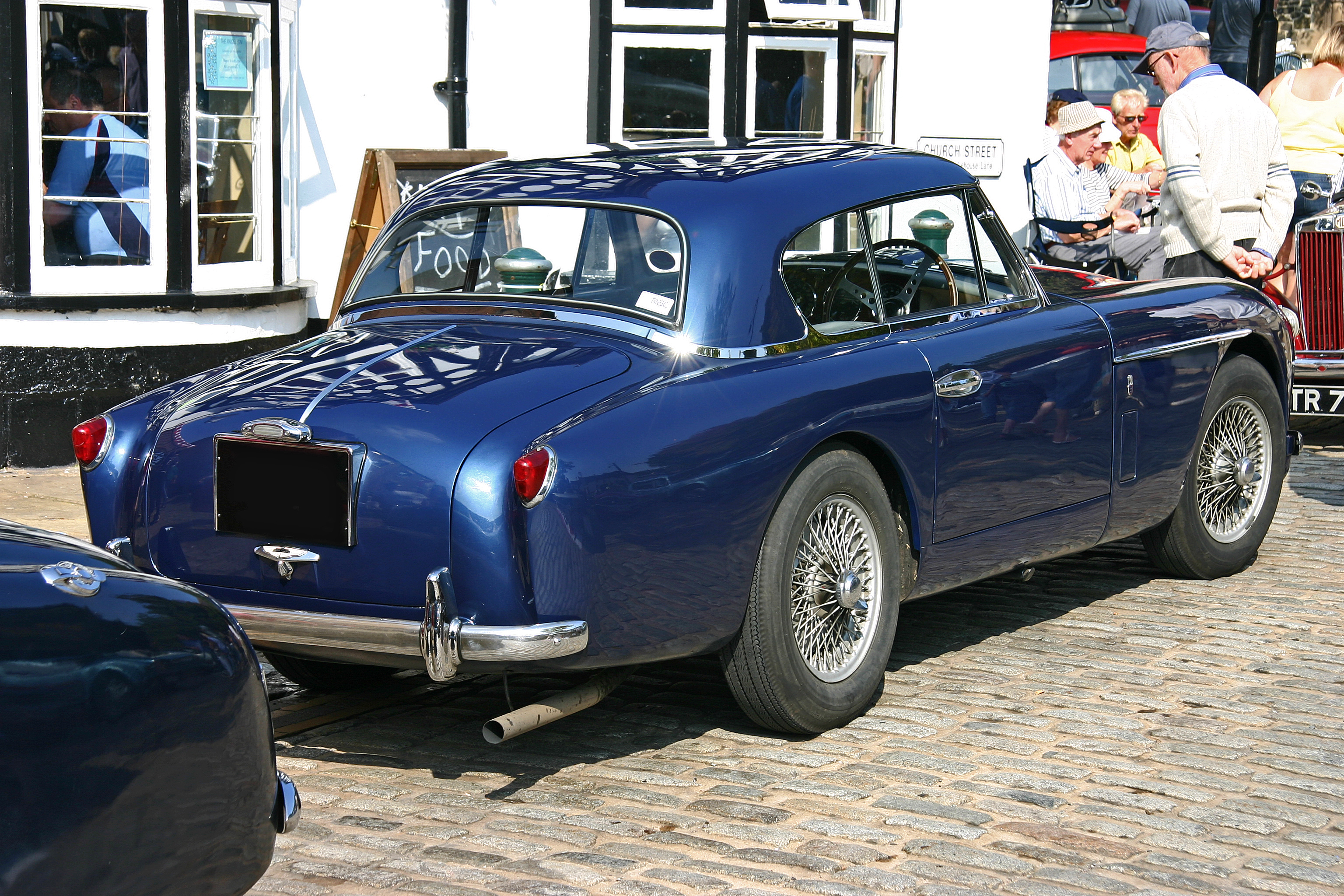
Vista posteriore della Mark II coupé

La seconda serie Mark II fu introdotta nel 1955 e venne progettata per accogliere un motore da 165 CV di potenza con valvole maggiorate e rapporto di compressione innalzato ad 8.6:1. Altri cambiamenti furono l'aggiunta di piccole pinne posteriori, fari posteriori con plastiche ad elementi tondeggianti come quelli installati sulla Morris Minor, e l'aggiunta di parti cromate. La linea orizzontale di battuta del cofano motore venne modificata nel tratto all'altezza del montante anteriore, fino alla sommità del passaruota anteriore.

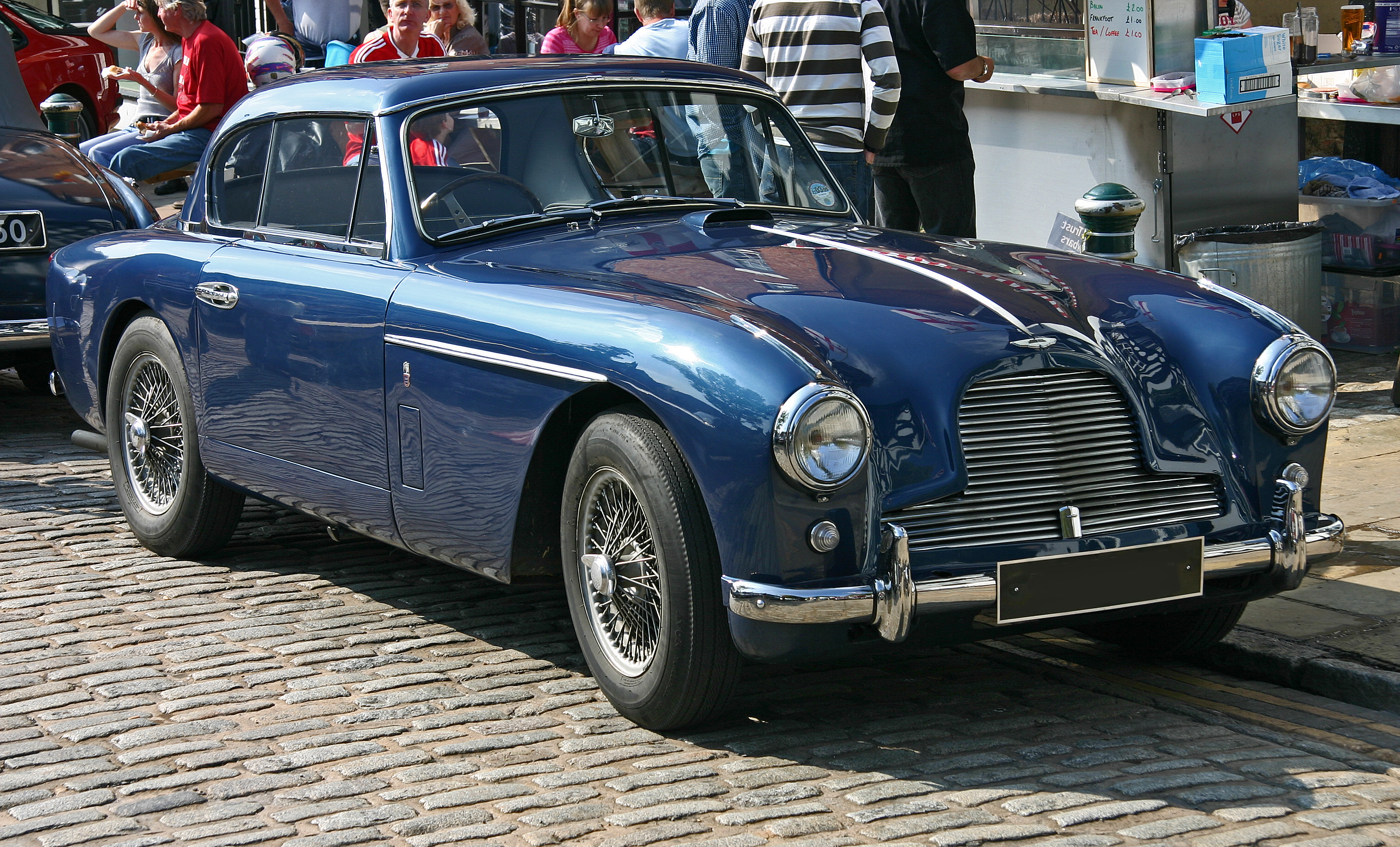
Vista anteriore della Mark II coupé

Una nuova versione coupé due posti fu aggiunta alla gamma offerta, che era costituita anche dalla cabriolet. Della versione coupé furono prodotti solo 34 esemplari su 199 totali della Mark II.
Tre esemplari della Mark II furono spediti a Touring per essere completati con carrozzeria spider. Touring avrebbe poi aiutato la Aston Martin per la realizzazione del design a struttura Superleggera della DB4.
Uno dei mutamenti più significativi della Mark II fu il cambiamento del luogo dove si completavano le vetture con la carrozzeria. L'attività fu spostata da Feltham a Newport Pagnell, presso la compagnia Tickford Coachbuilding Works. David Brown acquistò quest'ultima nel 1954, e trasferì tutte le attività della Aston Martin presso l'azienda neoacquisita a partire dalla produzione della DB4.

## Esemplari prodotti
- Mark I: 562
  - Cabriolet: 102

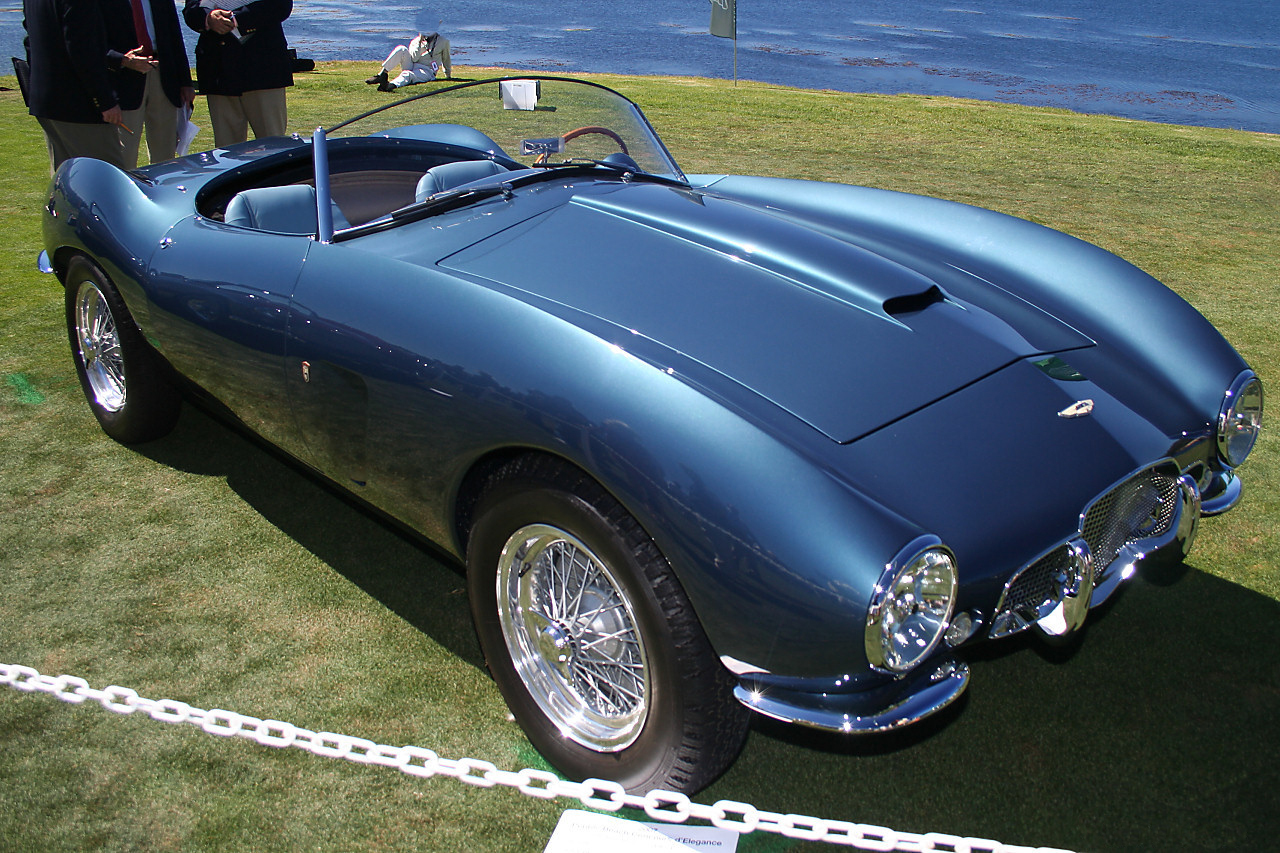
La versione spider di Bertone

  - Spider realizzate da Bertone: 4 o 5
- Mark II: 199
  - Coupé: 34
  - Cabriolet: 16
  - Spider realizzate da Touring: 3